# كازواكي يوشيناغا
كازواكي يوشيناغا (باليابانية: 吉永 一明) (مواليد 17 مارس 1968)، هو لاعب كرة قدم ياباني معتزل.

## وصلات خارجية
- كازواكي يوشيناغا على موقع قاعدة بيانات كرة القدم.إي يو (الإنجليزية)
- كازواكي يوشيناغا على موقع Soccerway.com (الإنجليزية)
- كازواكي يوشيناغا على موقع عالم كرة القدم.نت (الإنجليزية)